# Polyphylla edentula
Polyphylla edentula är en skalbaggsart som beskrevs av Edgar von Harold 1878. Polyphylla edentula ingår i släktet Polyphylla och familjen Melolonthidae. Inga underarter finns listade i Catalogue of Life.